# 40-й созыв Палаты общин Канады

Распределение кресел в Палате общин Канады 40-го созыва

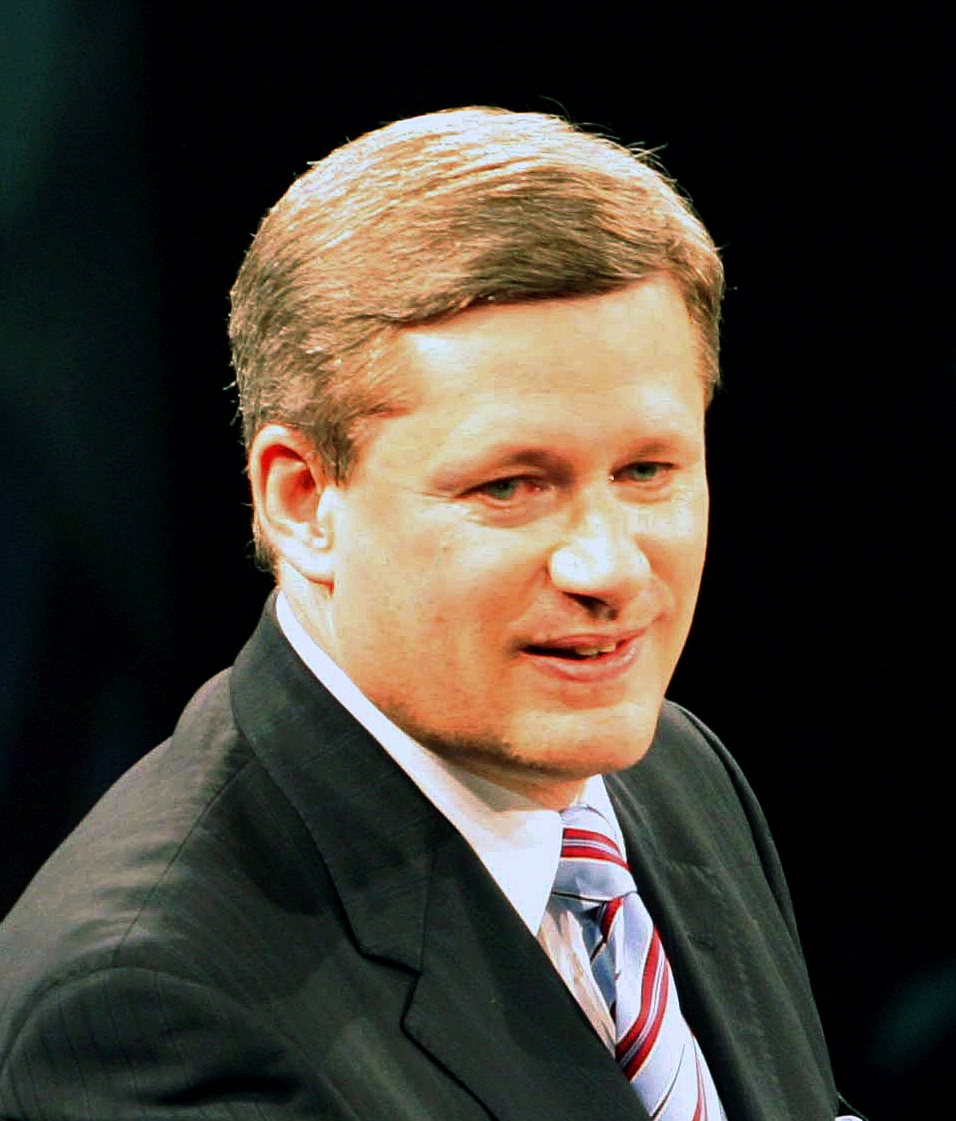
Стивен Харпер — премьер-министр 40-го созыва

40-й созы́в Пала́ты о́бщин Кана́ды был сформирован на 40-х канадских всеобщих выборах, прошедших 14 октября 2008 года. Консервативное правительство Стивена Харпера добилось на них второго последовательного правящего меньшинства.

## Первая сессия
Консервативное правительство было подведено под присягу 30 октября 2008. Тронную речь первой сессии 19 ноября 2008 произнесла Её Превосходительство генерал-губернатор Микаэль Жан. Палата заседала с 19 ноября по 4 декабря 2008.
4 декабря 2008, после парламентского кризиса, сохранение правительства оказалось под угрозой: оно, вероятно, было не в состоянии выдержать вотум доверия, который должен был пройти 8 декабря, что привело бы к его отставке менее чем через два месяца после прошедших выборов. Премьер-министр Харпер попросил генерал-губернатора отложить работу Палаты до 26 января 2009, что и было сделано.

## Отсрочка
Работа Парламента была отложена с 4 декабря 2008 до 26 января 2009.
Тем временем либералы решили не участвовать в борьбе за власть и временно сменили Стефана Диона на Майкла Игнатьева в качестве главы Либеральной партии Канады. На съезде, проходившем в Ванкувере с 30 апреля по 2 мая 2009, лидерство М. Игнатьева было утверждено официально.

## Вторая сессия
26 января 2009 новой тронной речью открылась вторая сессия законодательного органа, а 27 января правительство Харпера представило свой бюджет. Либералы Майкла Игнатьева проголосовали за этот проект, позволив сохранить консервативное правительство.

## Слухи о выборах
Казалось, что весной 2009 консерваторы, укрепившие свою поддержку в стране за те недели, которые последовали за «психодрамой» в Палате общин, потеряли скорость, а либералы увеличили отрыв в национальном масштабе на 7 процентных пунктов в свою пользу.
Воспрянувшие духом либералы решили свергнуть правительство осенью, чтобы выборы были объявлены в конце ноября — начале декабря 2009, или позднее при голосовании по бюджету в 2010.
Многие политические аналитики в марте 2009 сроком менее одного года оценивали продолжительность 40-го созыва канадской Палаты.